# 新世界グループ
新世界グループ（シンセゲグループ、韓国語: 신세계그룹、英語: Shinsegae Group）は、大手デパートの新世界百貨店を中心とする大韓民国の複合企業（財閥）である。略称はSSG。

## グループ会社
新世界グループの企業一覧。
上場企業
- 新世界
- 新世界光州店
- イーマート
- 新世界建設
- 新世界 I&C
- 新世界フード
- 新世界インターナショナル

非上場企業
- ウェスティン朝鮮ホテル
- 新世界免税店
- 新世界デューティーフリー
- スターバックスコリア
- 新世界モール
- イーマートモール
- 新世界議政府駅舎 - [1]
- 新世界シモン
- 新世界 L&B
- 河南ユニオン・スクエア
- 新世界 スタジオ・トムボイ
- Eマート・エブリデイ
- 東大邱複合乗換センター
- 新世界永郎湖リゾート
- セントラルシティ (ソウル特別市)
- セントラル観光開発
- セントラル建設
- 新世界投資開発
- ソウル高速バスターミナル
- 新世界ペイメンツ
- 新世界プロパティ
- イーマート24
- 新世界仁川店
- モン・クレール新世界
- 新世界TVショッピング
- セリン食品
- スムージーキングコリア
- 新世界インターコースコリア
- 大田新世界
- 済州焼酎
- スターフィールド高揚店
- ジョウン
- SSGランダース